# Zhaowanxiang (ort i Kina, Hubei Sheng, lat 31,99, long 111,43)
Zhaowanxiang (kinesiska: 赵湾乡) är en ort i Kina. Den ligger i provinsen Hubei, i den centrala delen av landet, omkring 310 kilometer nordväst om provinshuvudstaden Wuhan. Antalet invånare är 9 567. Befolkningen består av 4 326 kvinnor och 5 241 män. Barn under 15 år utgör 13,0 %, vuxna 15-64 år 72 %, och äldre över 65 år 14,0 %.
Runt Zhaowanxiang är det ganska tätbefolkat, med 116 invånare per kvadratkilometer. Zhaowanxiang är det största samhället i trakten. I omgivningarna runt Zhaowanxiang växer i huvudsak blandskog.
Genomsnittlig årsnederbörd är 1 119 millimeter. Den regnigaste månaden är augusti, med i genomsnitt 204 mm nederbörd, och den torraste är december, med 12 mm nederbörd.